# Genevieve Valentine
Genevieve Valentine (1 de julio de 1981) es una escritora estadounidense de ciencia ficción y fantasía. Su primera novela, Mechanique: A tale of the Circus Tresaulti, ganó el Premio Crawford a primera novela de fantasía, y fue finalista del Premio Nébula.

## Trayectoria
En la actualidad, Genevieve Valentine está trabajando en la serie Persona para Saga Press (editada por Navah Wolfe), una serie de suspense y ciencia ficción que por el momento incluye las novelas Persona (2015) e Icon (2016).
Entre 2014 y 2015, Valentine escribió una nueva serie para DC Comics que tenía a Catwoman como protagonista, en colaboración con los artistas Garry Brown y David Messina. Posteriormente, trabajó en Batman and Robin Eternal como guionista.